# Guañacos
Guañacos es una población ubicada a la vera del río Guañacos en el departamento Minas del norte de la provincia del Neuquén, Argentina.
Por decreto N.º 1567 del 21 de abril de 1988 fue creada la comisión de fomentos que integra además al paraje Reñileo. Una de las fiestas tradicionales es festejar la Navidad en el mes de diciembre, la que cuenta con comidas típicas, doma de caballos y bailes y la otra es un encuentro con pobladores de Chile, se realiza en el mes de enero de cada año con actividades deportivas, culturales y recreativas.

## Etimología
Según Gregorio Álvarez, GUA O HUA es apócope de Huatro que es una planta llamada Chilca o Rari muy abundante en las orillas del Arroyo; ÑA, partícula aditiva muy usada entre las tribus para referirse a pertenencia y CO, que es agua. Por lo tanto el topónimo sería GUA-ÑA-CO. Su terminación en plural, se debe a que la tribu que vivía antiguamente en el valle estaba compuesta por cinco hermanos, hijos de un cacique muy rico que tenía abundante hacienda en el cajón, Los Guañacos.

## Población
Contó con 286 habitantes (Indec, 2010). Mientras que para el censo 2001 tenía 289 habitantes, lo que representó una leve baja. La población se compuso de 151 varones y 135, lo que arrojó un índice de masculinidad del 111.85%. En tanto, las viviendas pasaron a ser 91.
Según el censo 2022 se conoció una población dentro de la comisión de fomento de 269 habitantes y 112 viviendas.
| Gráfica de evolución demográfica de Guañacos entre 1991 y 2022 |
|                                                                |
| Fuente: Censos nacionales del INDEC                            |